# Зальдерни

Герб Зальдернів

За́льдерни (нім. Saldern), або фон За́льдерни (нім. von Saldern, «Зальдернські») — німецький шляхетний рід. Мав основні володіння у Брауншвейзькій землі, в області Гільдесгайма. Родове гніздо, від якого взято прізвище роду, — Зальдерський замок у Нижній Саксонії. Згідно з родовою легендою першопредком вважається британець Зіггард Трояндовий (лат. Sieghard de Rossis), який 718 року прибув зі святим Боніфацієм до Німеччини. Проте у достовірних першоджерелах рід згадується лише з ХІІ ст. Перший історичний представник роду, який був шляхтичем, — Тідерік Зальдерський (лат. Thidericius de Saldere). У середньовіччі рід поділився на кілька гілок: нижньосаксонську, гольштейнську, брандебурзьку тощо. Найвідомішим представником гольштейнської гілки був дипломат Каспар фон Зальдерн, який служив при дворі російських правителів Петра ІІІ і Катерини ІІ. 

## Назва
- За́льдерни (нім. Saldern), або фон За́льдерни (нім. von Saldern, «Зальдернські»)

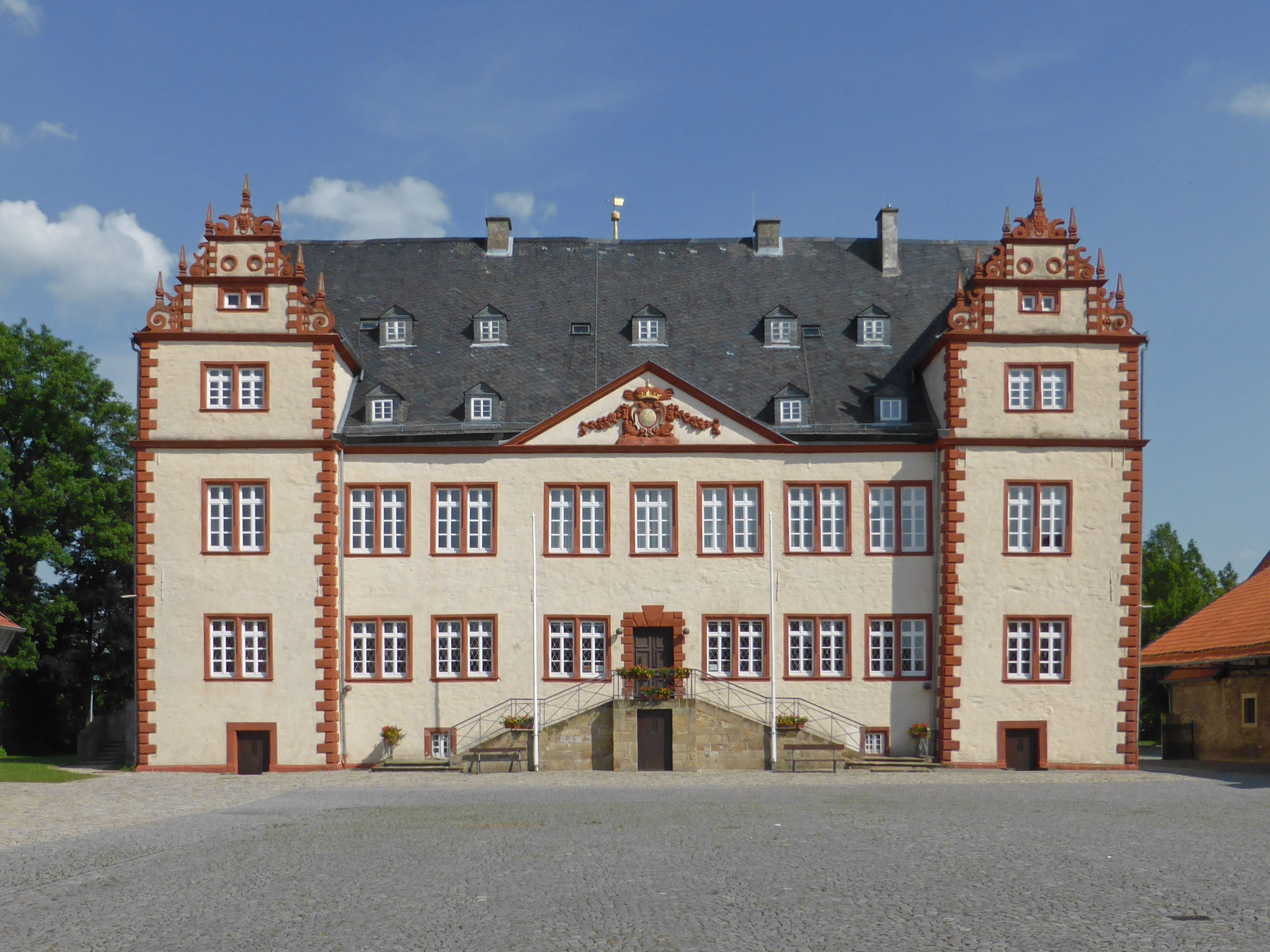
Зальдерський замок

- За́льдери (нім. Salder) — назва роду у джерелах до XVII ст.
- Са́льдерни (рос. Сальдерн) — альтернативний запис.

## Герб
У золотому щиті червона троянда. Намет червоний підбитий золотом. У клейноді чорне крило (інколи — два крила).

## Представники
- Каспар фон Зальдерн (1711—1786), гольштейнський і російський дипломат.